# José de la Luz Caballero
José Cipriano de la Luz y Caballero (L'Havana (Cuba), 11 de juliol, 1800 - Idem. 22 de juny de 1862), va ser un filòleg cubà, aclamat per José Martí com "el pare...el fundador silenciós" de la vida intel·lectual cubana del segle xix. L'interès per l'obra de Luz va reviure al voltant de l'època de la Revolució Cubana i es van publicar noves edicions de la seva obra, ja que era considerat com una font d'autonomia intel·lectual per al país.
Va estudiar teologia al Col·legi de Sant Carles, del qual va ser professor de filosofia durant tres anys, ocupació que va augmentar en ell el seu amor per l'ensenyament i comprenent que aquesta no era a Cuba a l'alçada que en altres països va emprendre un viatge per Europa (1828/30), visitant els principals centres de cultura i tenint ocasió d'entaular relacions amb els homes de ciència més eminents, entre ells Humboldt. Va tornar a l'Havana, i el 1832 va fundar un col·legi segons els seus projectes, començant les classes sota els auspicis més bons, però una penosa malaltia el va obligar a interrompre l'obra que tant fruit prometia.
El 1838 fou nomenat president de la Societat Econòmica i el 1839 professor de filosofia de la mateixa. No obstant el delicat estat de la seva salut. Caballero desplegava gran activitat literària i pedagógica. Com que la seva feble naturalesa no podia resistir tanta feina, va caure malalt de nou i el 1841 va marxar a Europa, però els seus enemics van aprofitar la seva absència per acusar-lo de complicitat en la conspiració contra els espanyols, si bé va aconseguir provar la seva innocència. Després va fundar un altre col·legi on van portar els seus fills les més aristocràtiques famílies de l'Havana i la mort el va sorprendre en aquesta tasca.
Va deixar nombroses obres inèdites de les quals Alfredo Zayas va publicar dos toms. Obras de D. José de la Luz y Caballero (Nueva York, 1890).